# مننژیسم
مننژیسم (به انگلیسی: Meningism) در پزشکی، مجموعه‌ای از علائم و نشانه‌ها است که شبیه به علائم مننژیت است اما در اثر مننژیت ایجاد نشده‌اند. در حالی که مننژیت التهاب پرده‌های مغز است (غشاهایی که دستگاه عصبی مرکزی را می‌پوشانند)، مننژیسم ناشی از تحریک غیرمننژیتی پرده‌های مغز و نخاع است که معمولاً با بیماری حاد تب‌دار همراه است، به ویژه در کودکان و نوجوانان. مننژیسم شامل علائم سه‌گانه (سندرم ۳ علامتی) سفتی گردن، نورهراسی (عدم تحمل نور شدید) و سردرد است؛ بنابراین نیاز به افتراق آن از سایر بیماری‌های دستگاه عصبی مرکزی با علائم مشابه، از جمله مننژیت و برخی از انواع خونریزی مغزی دارد. علائم بالینی مرتبط، شامل نشانه کرنیگ و سه علامت است که همگی نشانه برودزینسکی نام دارند.
اگرچه سیستم‌های کدگذاری نوسولوژیک، مانند آی‌سی‌دی-۱۰ و سرعنوان‌های موضوعی پزشکی، مننژیسم/مننژیسموس را وضعیتی شبه‌مننژیت تعریف می‌کنند، اما در واقع مننژیت نیست، بسیاری از پزشکان از واژه مننژیسم در معنایی آزاد و کلی از نظر بالینی برای اشاره به مجموعه‌ای از علائم مشابه مننژیت استفاده می‌کنند تا زمانی که علت قطعی بیماری مشخص شود در این معنا، مننژیسم به معنای «مشکوک به مننژیت» است. برای جلوگیری از ابهام، می‌توان از عبارت «علائم مننژیتی» استفاده کرد.
علائم بالینی اصلی که نشان دهنده مننژیسم است عبارتند از سفتی گردن، نشانه کرنیگ و نشانه برودزینسکی. هیچ‌یک از علائم حساسیت چندانی ندارند. در بزرگسالان مبتلا به مننژیت، سفتی گردن در ۳۰٪ و علامت کرنیگ یا برودزینسکی تنها در ۵٪ موارد وجود داشت.